# 960 Birgit
A 960 Birgit (ideiglenes jelöléssel 1921 KH) a Naprendszer kisbolygóövében található aszteroida. Karl Wilhelm Reinmuth fedezte fel 1921. október 1-én, Heidelbergben.